# Gleitschutz
Der Gleitschutz (auch Gleitschutzsystem) ist eine Einrichtung an schienengebundenen Fahrzeugen, die das Gleiten gebremster Radsätze verhindert. Allgemein dienen Gleitschutzsysteme der kontrollierten Regelung der Bremskraft eines Radsatzes, um zu einer optimalen Ausnutzung des Kraftschlusses zwischen Rad und Schiene zu gelangen.
Gleitschutzsysteme werden vor allem bei Fahrzeugen mit höherer Abbremsung, wie beispielsweise Reisezugwagen mit der Bremsstellung R, eingesetzt.
Gleitschutzsysteme wirken auf ähnliche Weise wie Antiblockiersysteme bei Autos, welche jedoch vor allem auch der Erhaltung der Lenkbarkeit bei Vollbremsungen dienen.

## Begriffe
Als Gleiten des Rades bezeichnet man den Zustand, bei dem die Umfangsgeschwindigkeit eines Rades oder Radsatzes geringer ist als die tatsächliche Zuggeschwindigkeit (siehe auch Schlupf). Der Extremfall hierbei ist das sogenannte Radblockieren, bei dem sich der Radsatz während der Bremsung nicht mehr dreht, obwohl sich das Fahrzeug noch entlang der Schiene bewegt.

## Zweck
Gleitschutzsysteme dienen der Erreichung folgender Ziele:
- Der Anhalteweg soll bei schlechten Kraftschlussbedingungen gegenüber einem Anhalteweg auf sauberen, trockenen Schienen nur minimal verlängert werden.
- Schäden an Radsätzen und Rädern (z. B. Flachstellen) durch Gleiten oder Blockieren sollen minimiert werden.
- Schäden an Schienen sollen minimiert werden.
- Bei pneumatischen Bremssystemen soll die Erhöhung des zusätzlichen Luftverbrauchs gegenüber einer Bremsung auf trockener Schiene minimiert werden.

## Funktionsweise
Übersteigt die Bremskraft die Haftkraft zwischen Rad und Schiene, gleitet der jeweilige Radsatz oder blockiert ganz. Der Gleitschutz erkennt dies und greift ein, indem die Bremskraft verringert wird. Bei pneumatischen Bremsen geschieht dies, indem der Bremsdruck im Bremszylinder durch Entlüftungsimpulse verringert oder durch Sperren der Luftzufuhr begrenzt wird. Bei dynamischen Bremsen wird entsprechend in die Regelung der Bremse eingegriffen bzw. die Bremse u. U. ganz abgeschaltet.
Um Gleiten oder Blockieren eines Radsatzes zu erkennen, bedarf es einer Drehzahlerfassung der Radsätze.

## Ausführung
Es gibt mechanische und elektronische Gleitschutz. Beim mechanischen Gleitschutz ist der sogenannte Gleischutzregler starr mit der Radsatzwelle verbunden. Dieser wirkt als Fliehkraftregler, der bei plötzlichem Absinken der Radsatzdrehzahl auf ein Entlüftungsventil wirkt, mit dem der Bremsdruck direkt oder indirekt reduziert wird. Der elektronische Gleitschutz erfasst und vergleicht über elektronische Geber (z. B. Wegimpulsgeber) die Geschwindigkeiten aller Radsätze eines Fahrzeugs. Anhand vorgegebener Kennlinien werden plötzliche Drehzahlverringerungen erkannt, ebenso reagiert der elektronische Gleitschutz je nach technischem Niveau auch auf Drehzahldifferenzen. Einige Systeme verwenden auch externe Quellen wie z. B. Radar zur Ist-Geschwindigkeitserfassung. Je nachdem, wie groß der Schlupf ist, wie lange er andauert und wie plötzlich er eintritt, wird über Magnetventile der Druck im Bremszylinder konstant gehalten, abgesenkt oder wieder erhöht.
Die Wahrscheinlichkeit, mit der ein Schlupfzustand an den Radsätzen eines Fahrzeugs auftritt, hängt wesentlich von den aktuell herrschenden Kraftschlussbeiwerten zwischen Rad und Schiene ab. Je nachdem, ob die Schiene trocken, nass oder gar verschmutzt ist (z. B. durch Laub), treten unterschiedliche Kraftschlussbeiwerte auf. Tests für Gleitschutzgeräte werden unter anderem mit Schmierseife durchgeführt, um die Reaktion der Geräte im schlechtesten Fall zu testen. Solche Versuchsreihen können die realen Verhältnisse jedoch nur unzureichend simulieren, zumal es keine allgemeingültige Kraftschlusskennlinie gibt, vielmehr variiert der Kennlinienverlauf abhängig von vielen Einflussfaktoren. Das Kraftschlussmaximum kann je nach Situation und Schienenzustand bei sehr unterschiedlichen (relativen) Schlupfwerten liegen, so dass ein optimal wirkendes Gleitschutzgerät in der Lage sein muss, selbsttätig den individuellen Kennlinienverlauf zu ermitteln und anhand dessen die Bremse zu steuern.
Durch Aufbringen von Bremssand durch das führende Fahrzeug kann der Kraftschluss im Bedarfsfall selektiv verbessert werden.
Im Geltungsbereich der UIC werden die Anforderung an die Funktionstüchtigkeit und Sicherheit für Gleitschutzgeräte im UIC-Merkblatt 541-05 definiert. Im europäischen Normenbereich gilt auch die Norm EN 15595.